# Павел II
Павел II (лат. Paulus PP. II, в миру — Пьетро Барбо, итал. Pietro Barbo; 23 февраля 1417[…], Венеция — 26 июля 1471[…], Рим) — папа римский с 30 августа 1464 года по 26 июля 1471 года.

## Биография

### Ранние годы
Пьетро Барбо родился в Венеции 23 февраля 1417 года. Был племянником папы Евгения IV.
Карьера Пьетро резко пошла в гору после избрания Евгения папой. В 23 года получил сан кардинала-дьякона с титулярной диаконией Санта-Мария-делла-Скала и стал набирать популярность в среде духовенства. Так, он хвастался, что в случае избрания папой купит каждому кардиналу виллу, чтобы они могли избегать летней жары. Апостольский администратор епархии Червии с 1 июля 1440 по 19 июня 1451. Аббат-коммендант бенедиктинского аббатства Сесто-аль-Регена с 1441 по 30 августа 1464.
С 1441 года Пьетро был настоятелем церкви Санта-Мария-ин-Сильвис, а в 1445 году сменил Джулиано Чезарини на посту архипресвитера папской Ватиканской базилики. Бартоломео Платина писал, что Пий II называл Пьетро «Maria Pietissima» («Наша госпожа Милосердная»), поскольку тот, «когда молился, часто сопровождал слезами своё обращение». Некоторые историки предполагают, что это прозвище, возможно, было намеком на склонность Пьетро к переодеванию в роскошные церковные облачения, или на отсутствие мужественности, а также гомосексуализм.
Камерленго Священной Коллегии кардиналов с 13 августа 1445 по 7 октября 1446. Кардинал-священник с титулом церкви Сан-Марко с 16 июня 1451 по 30 августа 1464. Епископ Виченцы с 16 июня 1451 по 30 августа 1464. Епископ Падуи с 9 марта 1459 по 29 марта 1460.

### Избрание
Пьетро был избран преемником папы Пия II в первом туре папского конклава 1464 года четырнадцатью из девятнадцати кардиналов. После избрания на папский трон пытался ограничить чрезмерное честолюбие кардиналов, которые добивались для себя права осуществлять контроль над папским правлением. Папа собирался продолжить войну с турками, но он не мог выехать за пределы Рима без согласия большинства кардиналов. Максимальное количество кардиналов в коллегии было увеличено до двадцати четырёх, и любой новый папа был ограничен волей коллегии кардиналов. После вступления в должность Павел II собрался созвать в течение трех лет Вселенский собор, но этому мешали кардиналы. Практически с момента интронизации Павел оказался в изоляции: просители могли приходить только ночью, и даже близким друзьям приходилось ждать две недели, чтобы увидеть его.
На публике Павел часто наносил румяна. Кардинал Амманати рассказывал, что папа изначально собирался взять себе имя Формоз II („красивый“), но его отговорили. Павел также на свой вкус украсил папскую тиару, усеяв её алмазами, сапфирами, изумрудами, топазами, крупным жемчугом и другими драгоценными камнями. Он построил дворец Сан-Марко (в настоящее время Палаццо Венеция) и поселился там, собрав большую коллекцию предметов искусства и антиквариата.

### Конфликт с кардиналами
Болевой точкой во взаимоотношениях Павла с коллегией кардиналов было его злоупотребление практикой назначения кардиналов In pectore — не обнародуя их имена. Папа стремился ввести в коллегию новых кардиналов, чтобы увеличить число своих сторонников, но был ограничен условиями капитуляций — требований кардиналов, которые, в частности, требовали согласия коллегии на рукоположение папой новых кардиналов. Зимой 1464—1465 годов Павел назначил двух секретных кардиналов, но оба умерли прежде, чем их имена были обнародованы. На четвёртом году понтификата Павел рукоположил восемь новых кардиналов — пятеро кандидатов были ставленниками королей Жака II Кипрского, Эдуарда IV Английского, Людовика XI Французского, Матьяша I Венгерского и Фердинанда I Неаполитанского. Ещё один кардинал был способным администратором-францисканцем, а оставшиеся два — старый наставник папы и его племянник.
Напряженность в отношениях с коллегией кардиналов вышла на первый план, когда в 1466 году, пытаясь устранить избыточные должности, Павел II решил ликвидировать Коллегию абревиаторов, которые занимались формулированием папских документов.
Павел очень плохо владел латынью, не был гуманистом и не поддерживал преклонения членов возникшей в тот период Римской академии перед традициями папского Рима. Возникла буря негодования, поскольку риторы и поэты с гуманистической подготовкой уже давно привыкли к выгодам от работы на таких должностях. Бартоломео Платина, который был одним из абревиаторов, написал письмо с угрозами папе и был заключен в тюрьму, но потом раскаялся. Тем не менее, в феврале 1468 года Платина снова был заключен в тюрьму по обвинению в участии в заговоре против Папы Римского. Но в итоге папа простил абревиаторов, приказал освободить их, а его преемник, Сикст IV, назначил Платину префектом Ватиканской библиотеки.
В 1464 году в бенедиктинском монастыре в Субиако была создана первая на территории Италии типография. В 1467 году Павел II приказал перевезти её в Ватикан. Папа был коллекционером-нумизматом, он собирал также драгоценные камни. Его коллекции обогатили собрания Ватиканского музея.
С 29 марта 1465 по 26 июля 1471 Павел II также возглавил общину бенедиктинского аббатства Монтекассино.
Старания папских легатов на международной арене не принесли решения конфликтов с Францией, Венецианской республикой и Флоренцией. Перспектива организации совместного крестового похода против турок отдалялась с каждым годом.

### Последние годы
Папа Павел отказался утвердить короля Богемии Йиржи из Подебрад, потому что тот принадлежал к чашникам. В августе 1465 года он призвал Йиржи на папский суд. Когда король не сумел приехать, Павел вступил в союз с повстанцами в Богемии и освободил их от клятвы верности королю. В декабре 1466 года он отлучил Йиржи от церкви. Апологет Йиржи, Григорий Хеймбергский, впоследствии обвинил Павла в безнравственности, что привело к отлучению самого Григория. В том же году Павел II отменил при папском дворе должность аббревиатора, мотивируя это тем, что она приводила к большим злоупотреблениям, однако, позднее она была восстановлена.
В 1469 году предположительно Павлом II был предложен брак Софьи Палеолог с московским князем Иваном III, видимо в надежде на усиление влияния католической церкви на Руси или, возможно, для сближения католической и православных церквей — восстановления флорентийской унии. Идея брака, возможно, родилась в голове кардинала Виссариона Никейского.

Лицевой летописный свод: «Той же зимой в феврале в 11 день пришел из Рима от кардинала Виссариона грек по имени Юрий к великому князю с грамотой, в которой писано, что „есть в Риме у деспота Аморейского Фомы Ветхословца от царства Константинограда дочь именем Софья, православная христианка; если захочет взять её в жены, то я пришлю её в твое государство. А присылали к ней сватов король Французский и князь великий Медядинский, но она не хочет в латинство“. Ещё приходили фрязи: Карло именем, Ивану Фрязину, московскому денежнику, брат старший, да племянник, их старшего брата сын Антон. Князь же великий внял этим словам, и подумав о сем со своим отцом митрополитом Филиппом и с матерью своею, и с боярами, той же весной в марте в 20 день послал Ивана Фрязина к папе Павлу и к тому кардиналу Виссариону, чтобы посмотреть царевну. Он же пришел к папе, увидел царевну и, о том, с чем послан папе и кардиналу Виссариону изложил. Царевна же, узнав, что великий князь и вся земля его в православной вере христианской, восхатела за него. Папа же, почтив посла великого князя Ивана Фрязина, отпустил его к великому князю с тем, чтобы отдать за него царевну, но да пришлёт он за ней бояр своих. И грамоты свои папа дал Ивану Фрязину о том, что послам великого князя ходить добровольно два года по всем землям, которые под его папство присягают, до Рима».

Переговоры с Иваном III затянулись на три года, а в момент, когда и чешский король Йиржи уже готовился к переговорам, Павел внезапно умер от сердечного приступа 26 июля 1471 года. Некоторые утверждали, что он умер от сильного расстройства желудка, переев дыни, ходили также откровенно нелицеприятные слухи, что папа умер во время гомосексуального акта с пажом. Как бы там ни было, после его смерти в Центральной Европе образовался политический вакуум, особенно после того, как сам Йиржи из Подебрад умер в марте того же года.
Павел II был похоронен в старой базилике Св. Петра (ныне — перенесли останки в Ватиканские гроты). Гробницу папы создавали два года известные скульпторы Джованни Далмата и Мино да Фьезоле.